# AO-1
AO-1 (ros. АО-1) – radziecka bomba odłamkowa małego wagomiaru. Przenoszona w bombach kasetowych RBK-500-375 AO-10.